# Llista de missions diplomàtiques de les Filipines

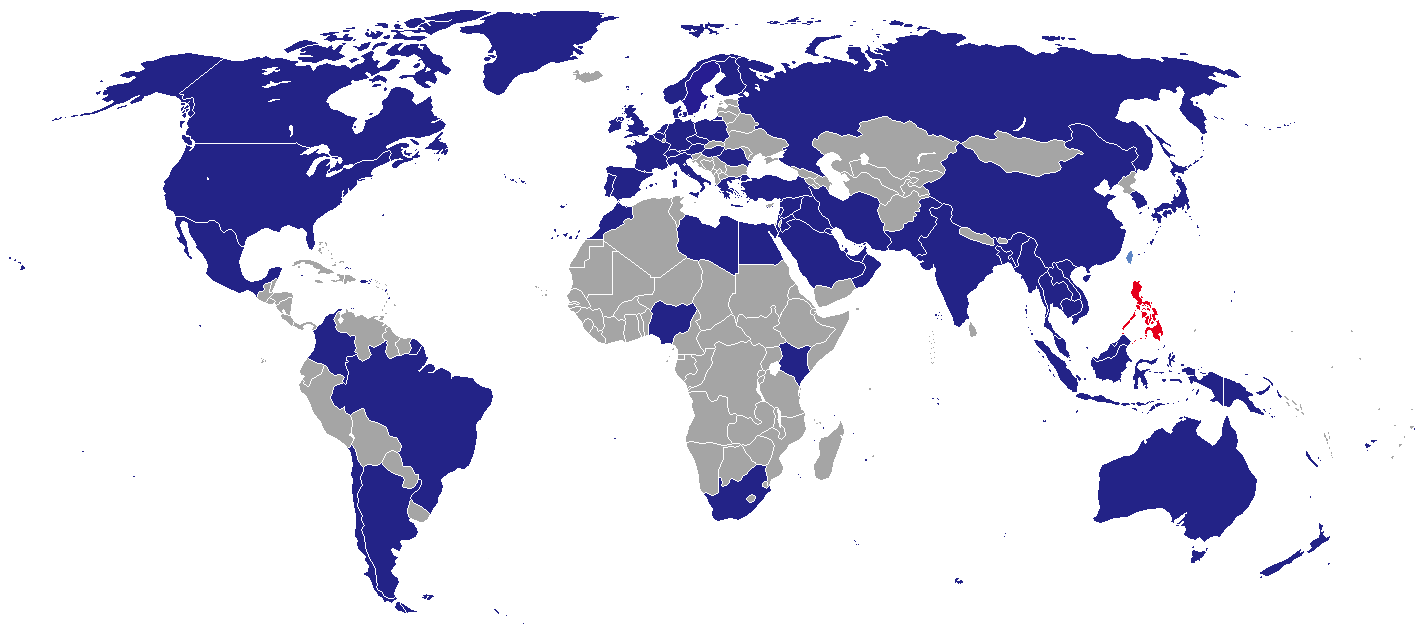
Missions diplomàtiques de les Filipines al món

Vet-ho aquí una llista de les missions i ambaixades de les Filipines. Aquesta xarxa s'estén arreu del globus terraqüi, normalment es troben a les capitals o ciutats de primer ordre d'un país per tal d'actuar com a punt de contacte per establir negocis, intercanvis culturals i d'altres amb els països estrangers així com per brindar suport a tots aquells filipins visquent a l'estranger. Malgrat les primeres temptatives d'establir contactes i vincles diplomàtics amb altres estats del món en dates primerenques (anys de la Revolució Filipina i la República Filipina) cal avançar més en el temps per poder veure relacions diplomàtiques estables amb altres països.
Certes ambaixades de les filipines es troben acreditades per un altre estat; no tenen el segell diplomàtic del seu país (cossos diplomàtics filipins treballant amb l'ONU).
A més, les Filipines manté un gran nombre de consolats honoraris (consolats amb menys funcions que el consolat general) no esmentats a la llista.

## Europa
- Austria
  - Viena (ambaixada)
- Belgium
  - Brussel·les (ambaixada)
- Czech Republic
  - Praga (ambaixada)
- Finland
  - Hèlsinki (ambaixada)
- France
  - París (ambaixada)

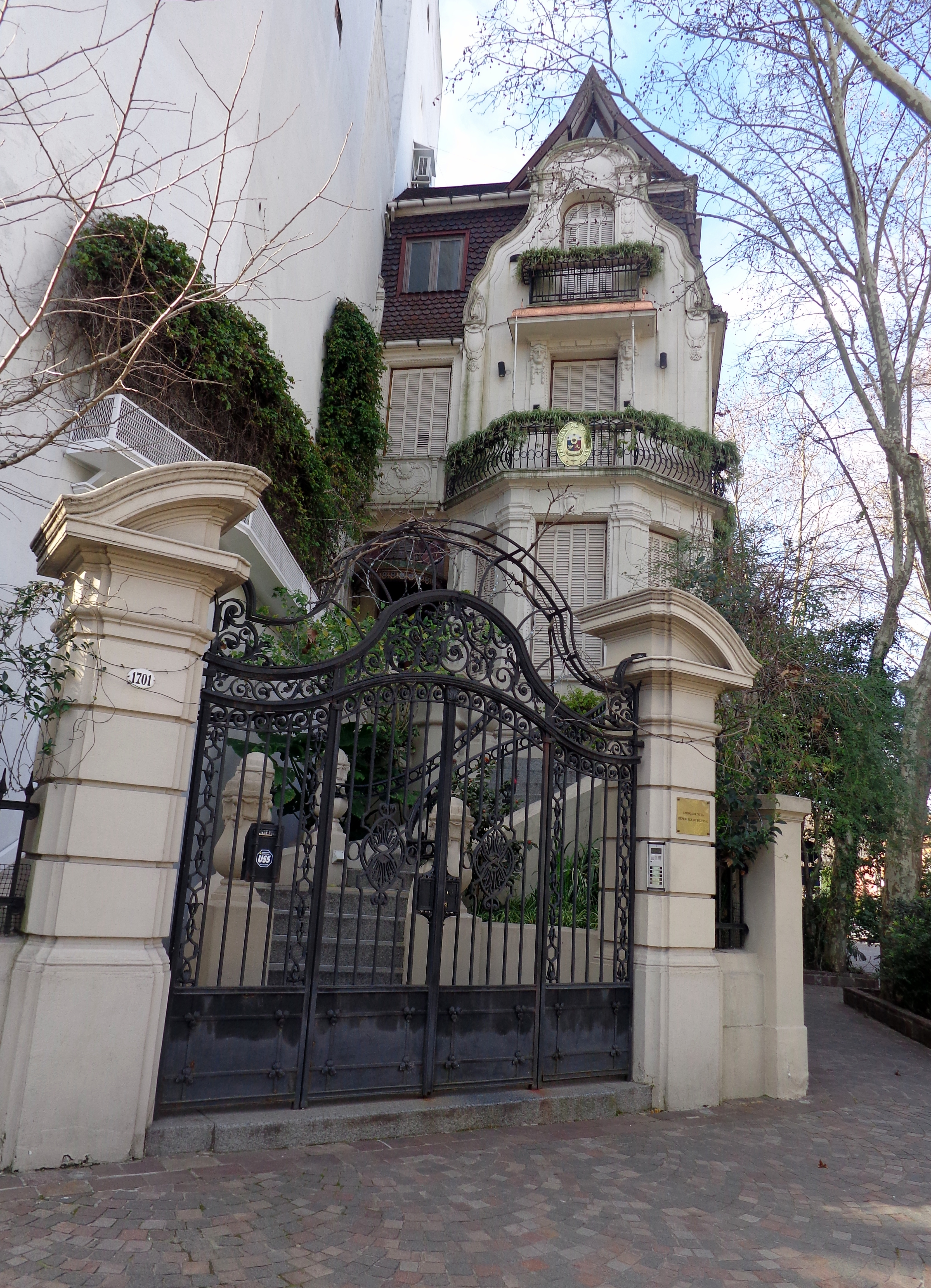
Ambaixada Filipina a Buenos Aires

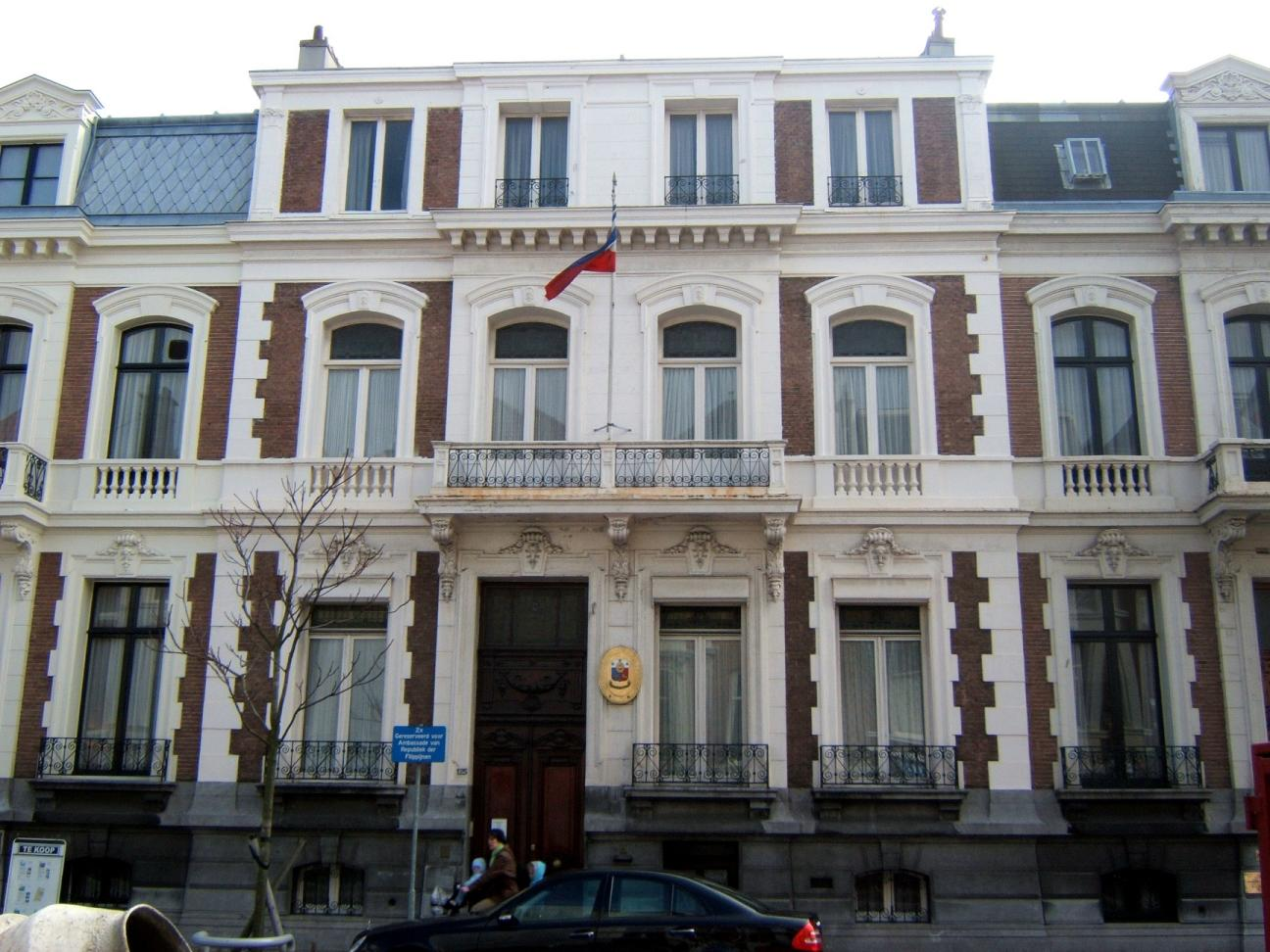
Ambaixada filipina a la Haia

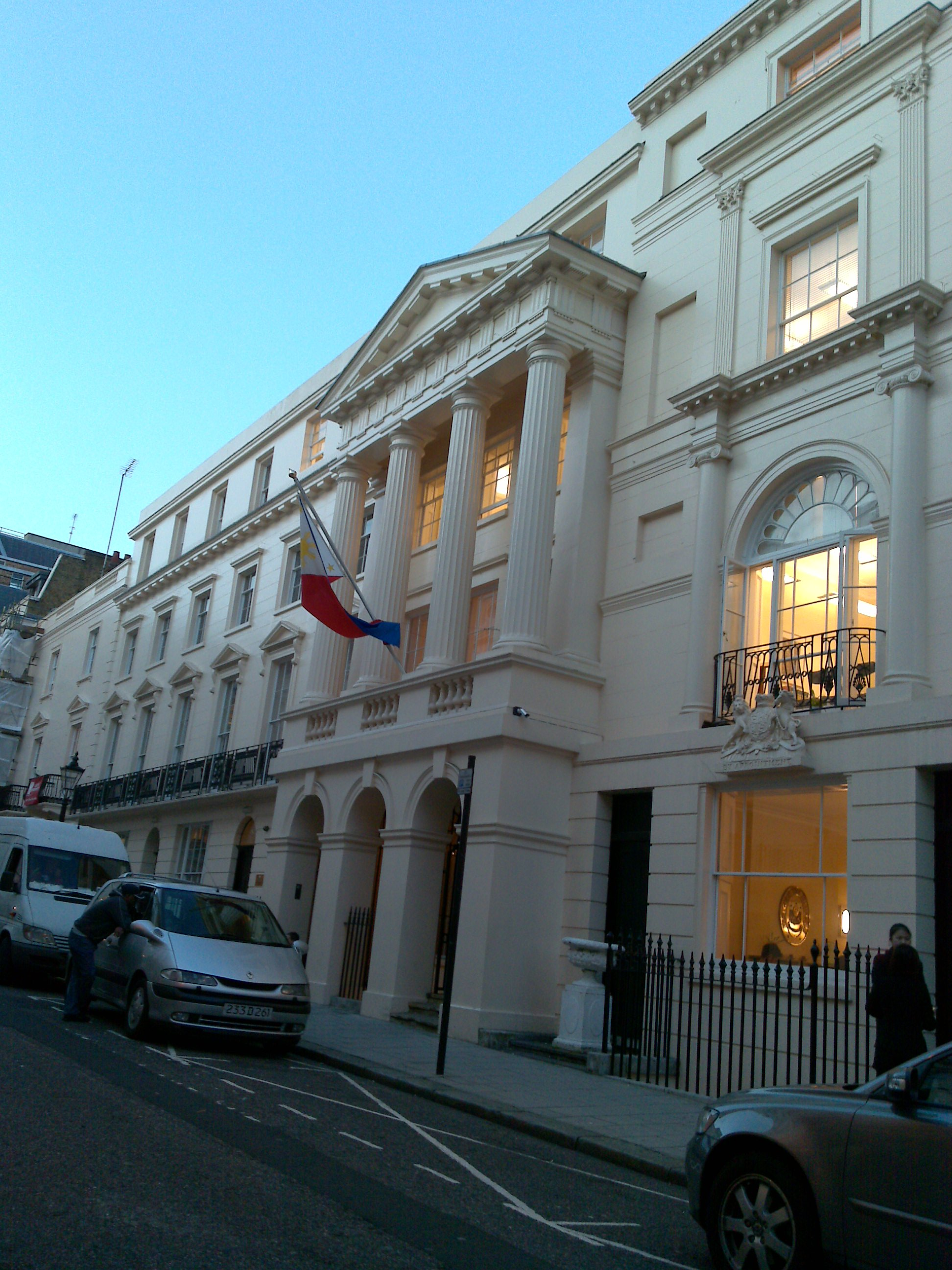
Ambaixada Filipina a Londres

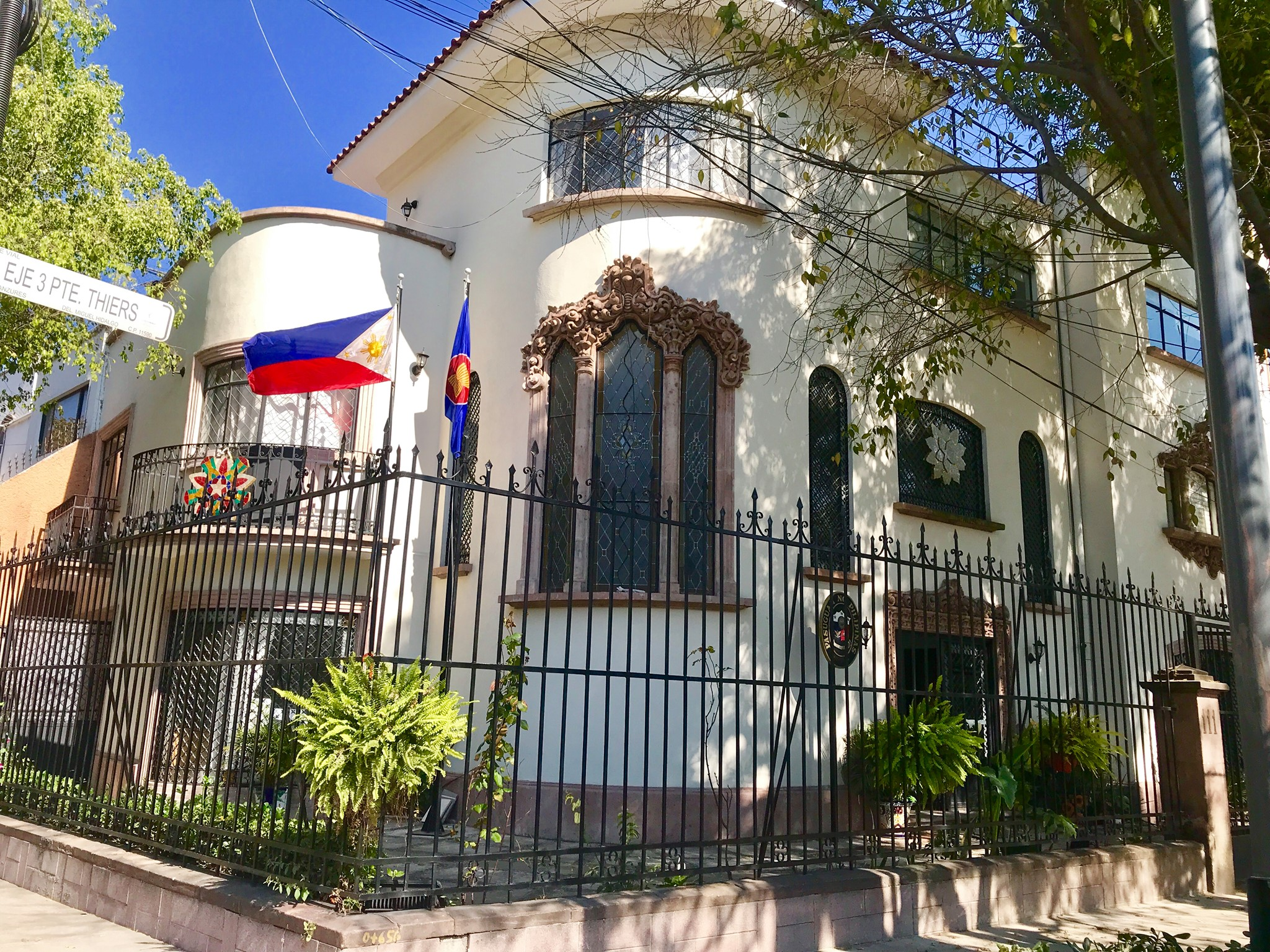
Ambaixada Filipina a Ciutat de Mèxic

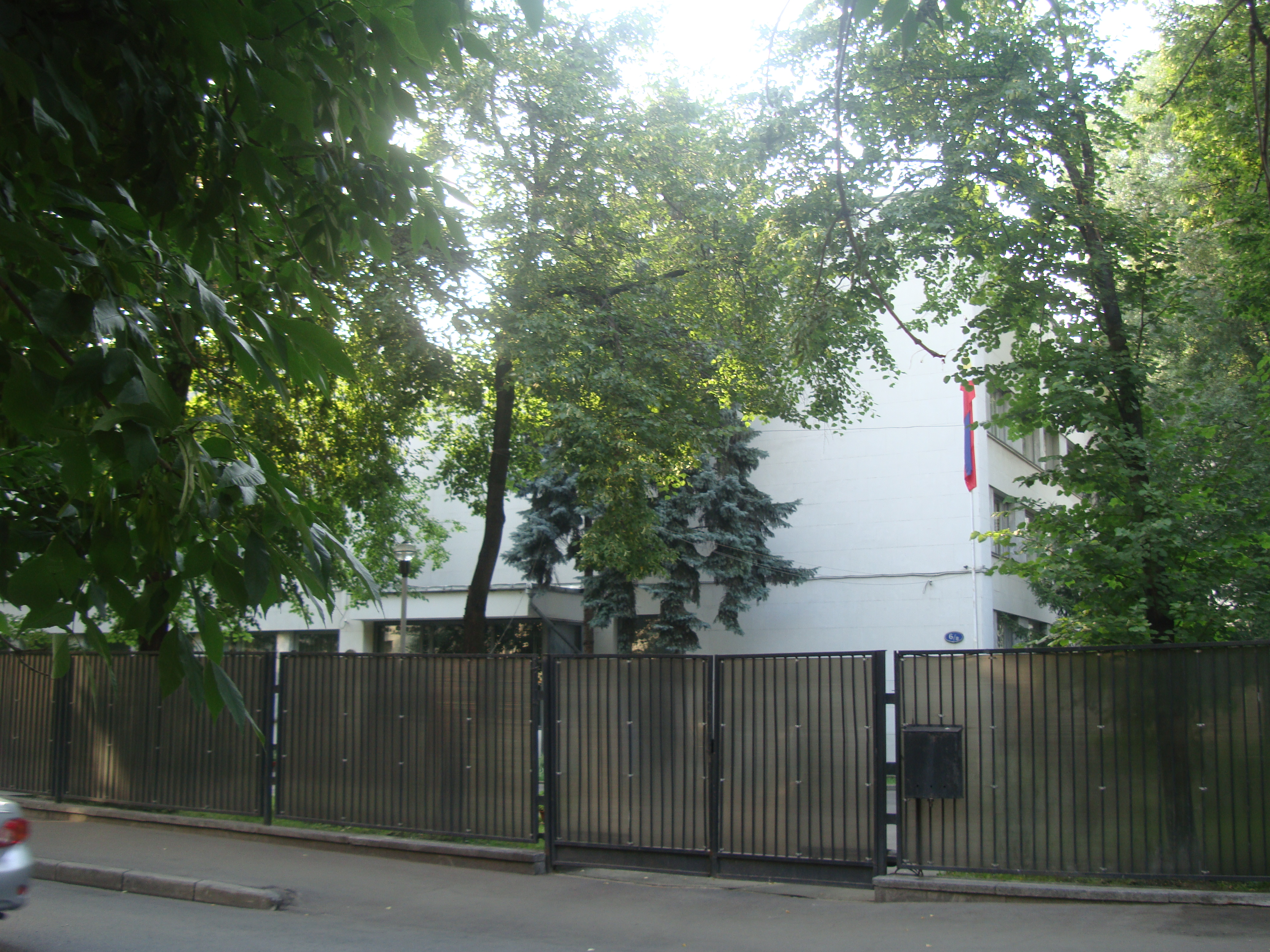
Ambaixada Filipina a Moscou

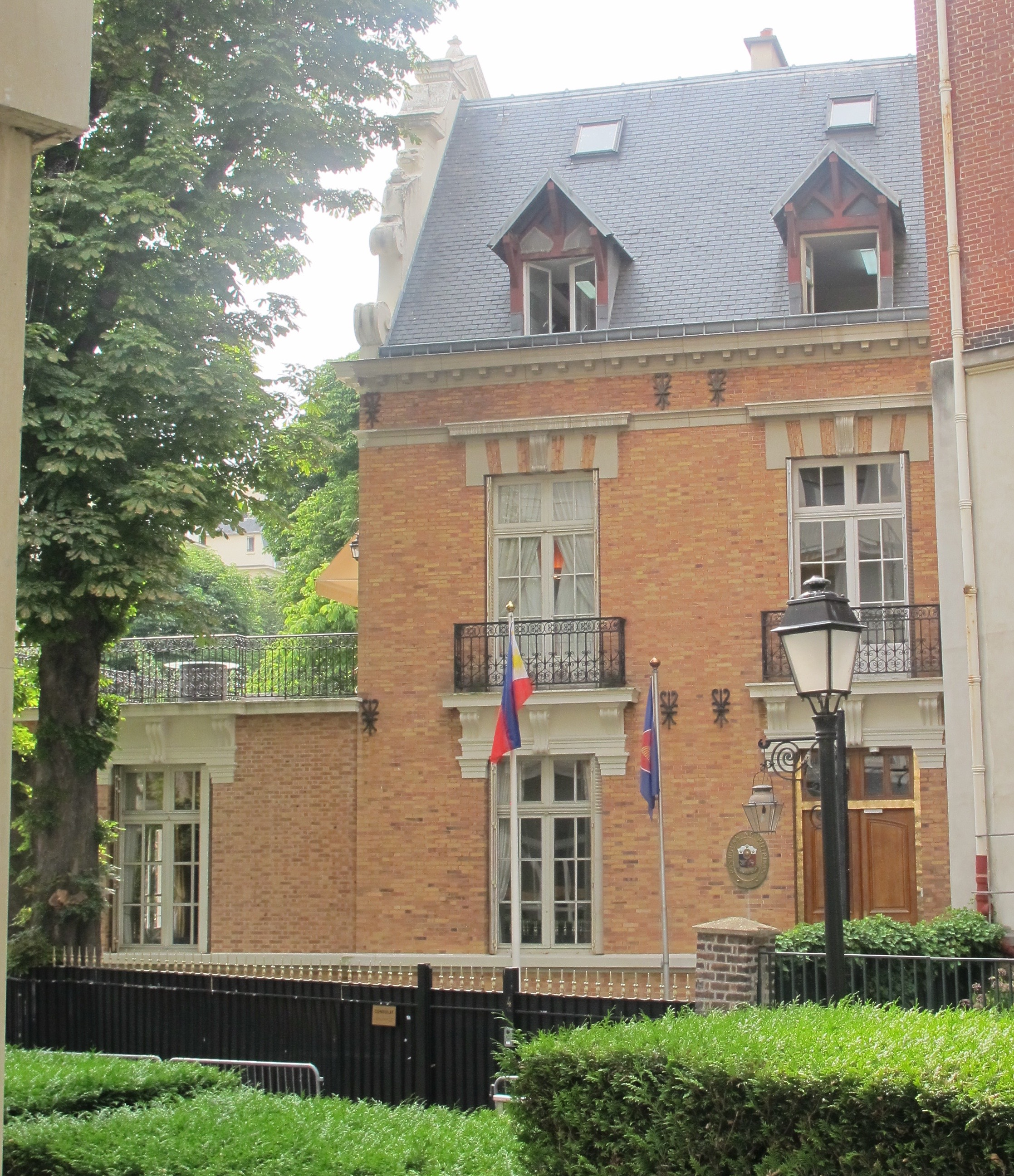
Ambaixada Filipina a París

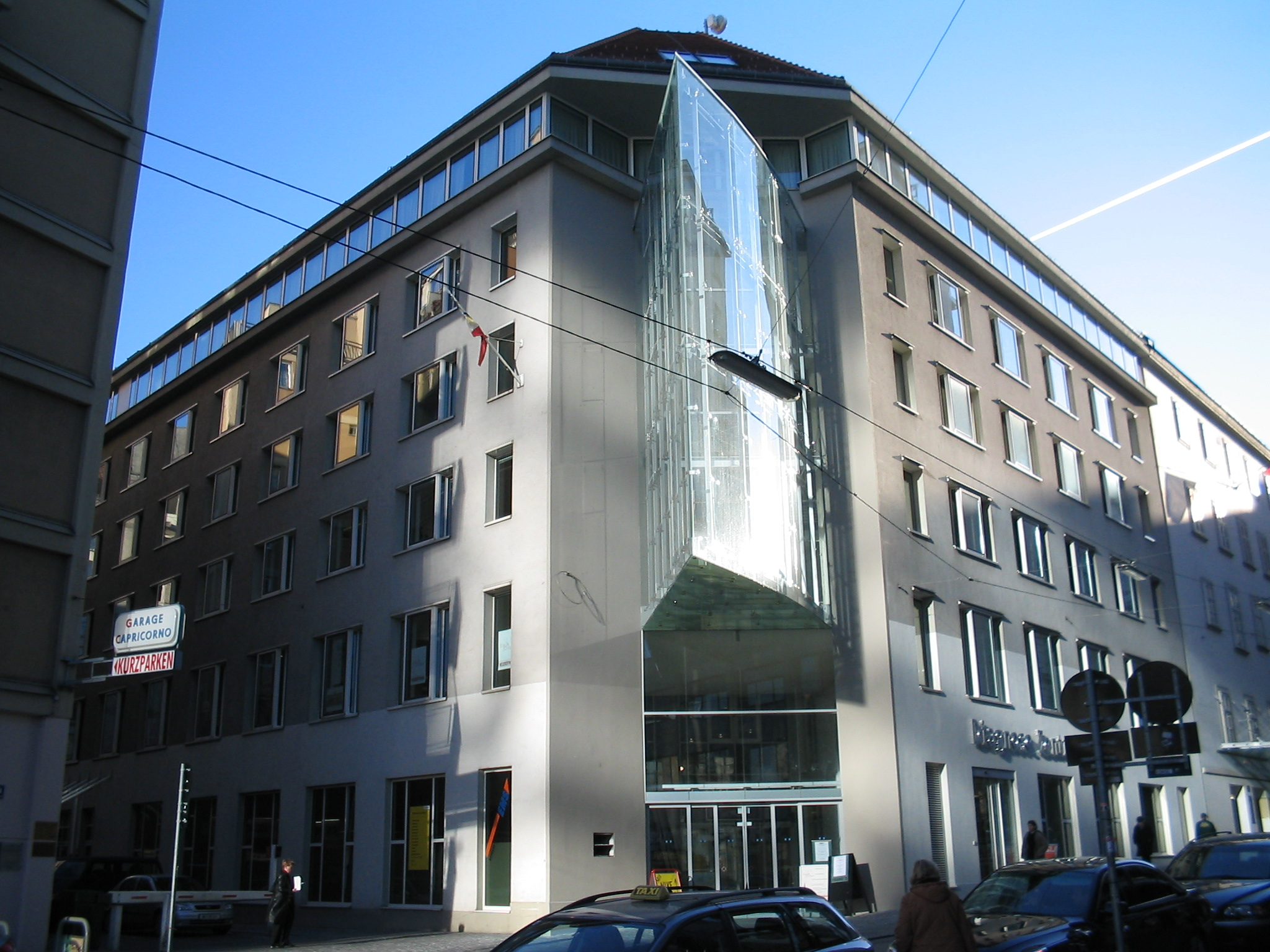
Ambaixada filipina de Viena

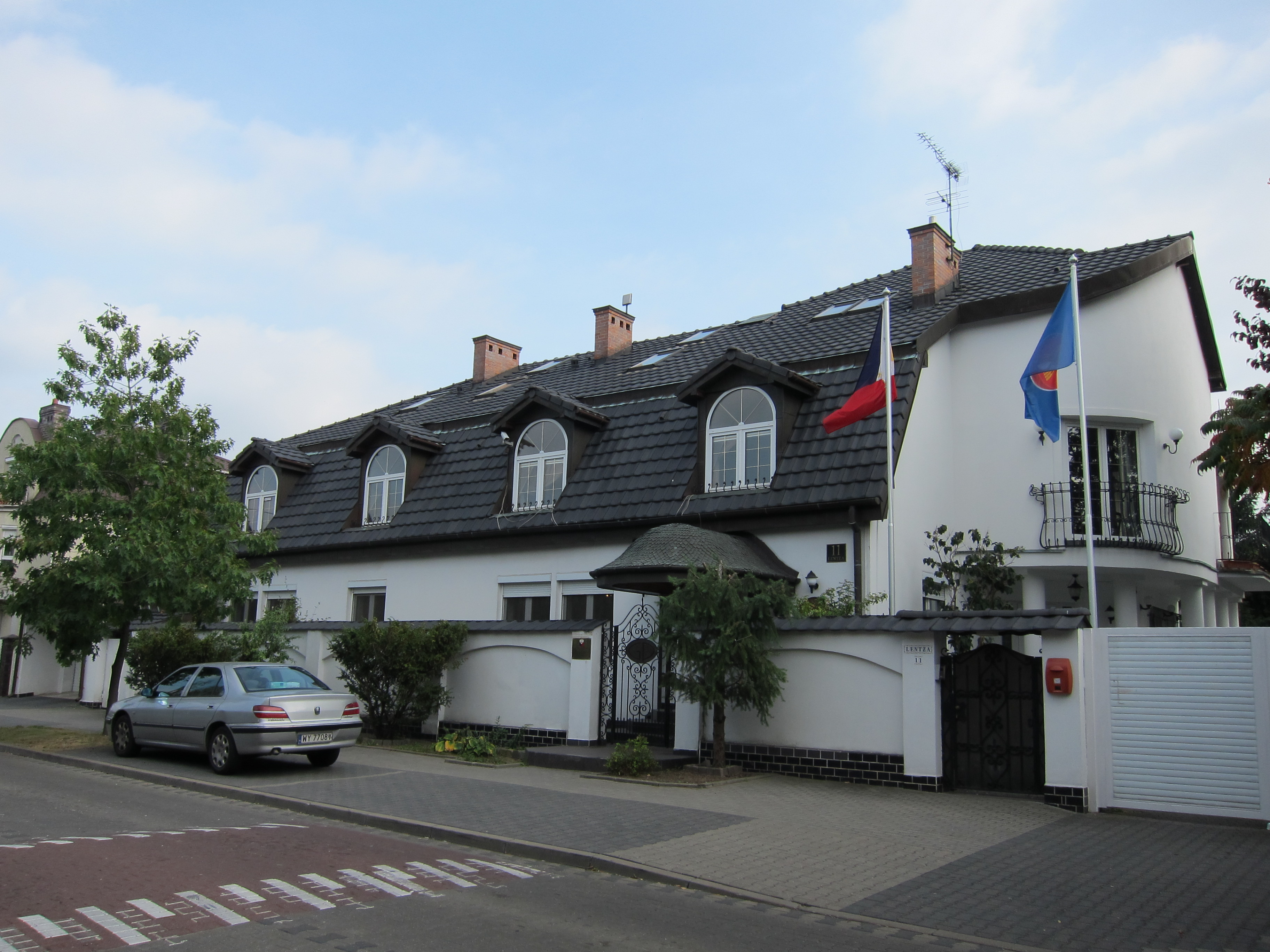
Ambaixada Filipina de Varsòvia

- Germany Berlín (ambaixada), Frankfurt (consolat general)
- Greece: Atenes (ambaixada)
- Seu Apostòlica: Ciutat del Vaticà (ambaixada)
- Hungary: Budapest (ambaixada)
- Ireland: Dublín (ambaixada)
- Italy: Roma (ambaixada), Milà (consolat general)
- Netherlands: La Haia (ambaixada)
- Norway: Oslo (ambaixada)
- Poland: Varsòvia (ambaixada)
- Portugal:Lisboa (ambaixada)
- Romania: Bucarest (ambaixada)
- Russia: Moscou (ambaixada)
- Spain: Madrid (ambaixada), Barcelona (consolat general)
- Sweden: Estocolm (ambaixada)
- Switzerland: Berna (ambaixada)
- United Kingdom: Londres (ambaixada)

## Amèrica del Nord

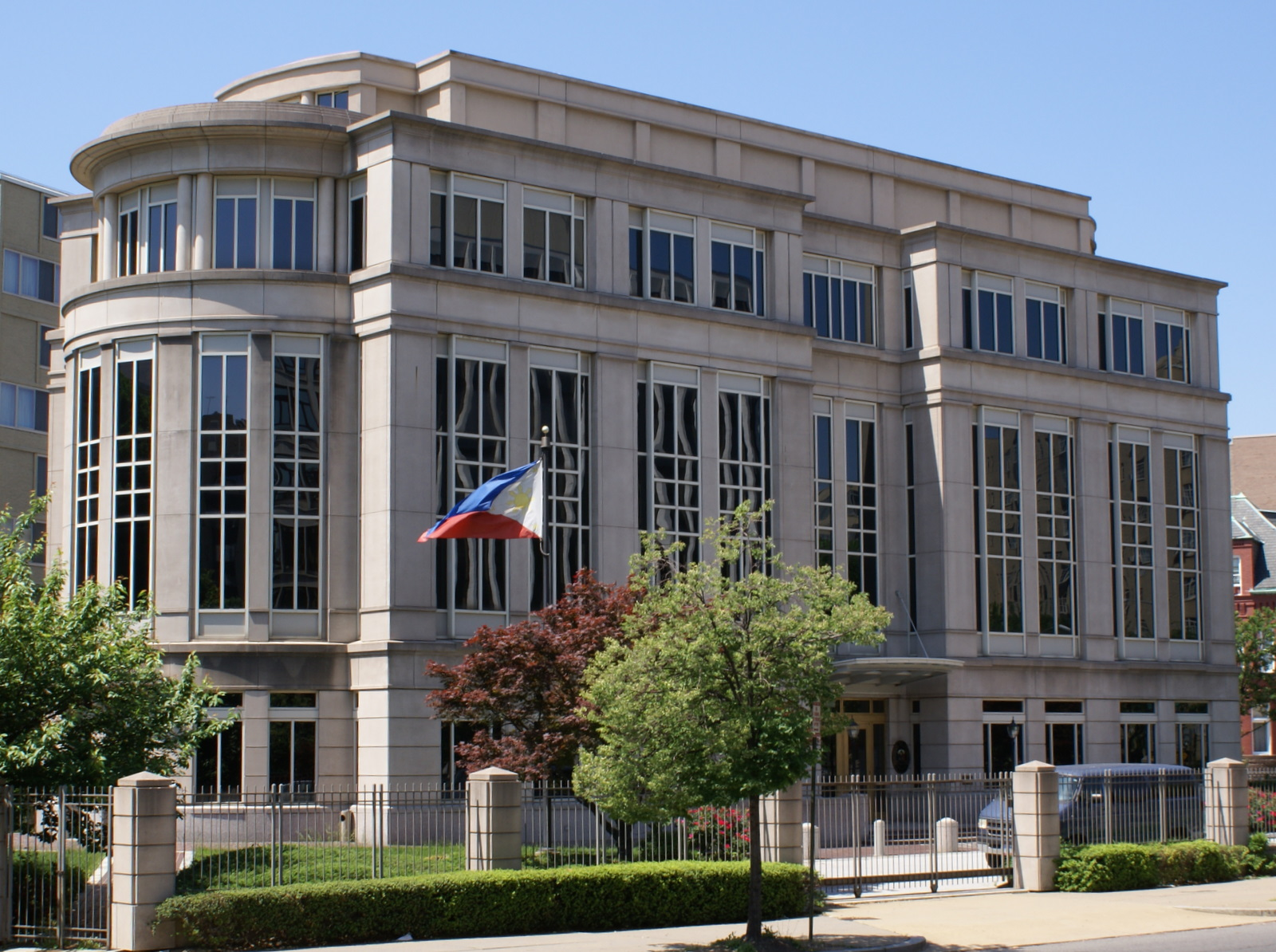
Ambaixada filipina a Washington DC

- Canada: Ottawa (ambaixada), Toronto (consolat general), Vancouver (consolat general)
- Cuba: L'Havana (ambaixada)
- Mexico; Ciutat de Mèxic (ambaixada)
- United States: Washington, D.C. (ambaixada), Chicago (consolat general), Hagåtña, Guam (consolat general), Honolulu (consolat general), Los Angeles (consolat general), Nova York (consolat general), Saipan, Illes Mariannes Septentrionals (consolat general), San Francisco (consolat general),

## Amèrica del Sud
- Argentina: Buenos Aires (ambaixada)
- Brazil: Brasília (ambaixada)
- Chile: Santiago (ambaixada)
- Venezuela: Caracas (ambaixada)

## Àfrica
- Egypt
  - Caire (ambaixada)
- Kenya: Nairobi (ambaixada)
- Libya: Trípoli (ambaixada)
- Nigeria: Abuja (ambaixada)
- South Africa: Pretòria (ambaixada)

## Àsia
- Bangladesh: Dhaka (ambaixada)

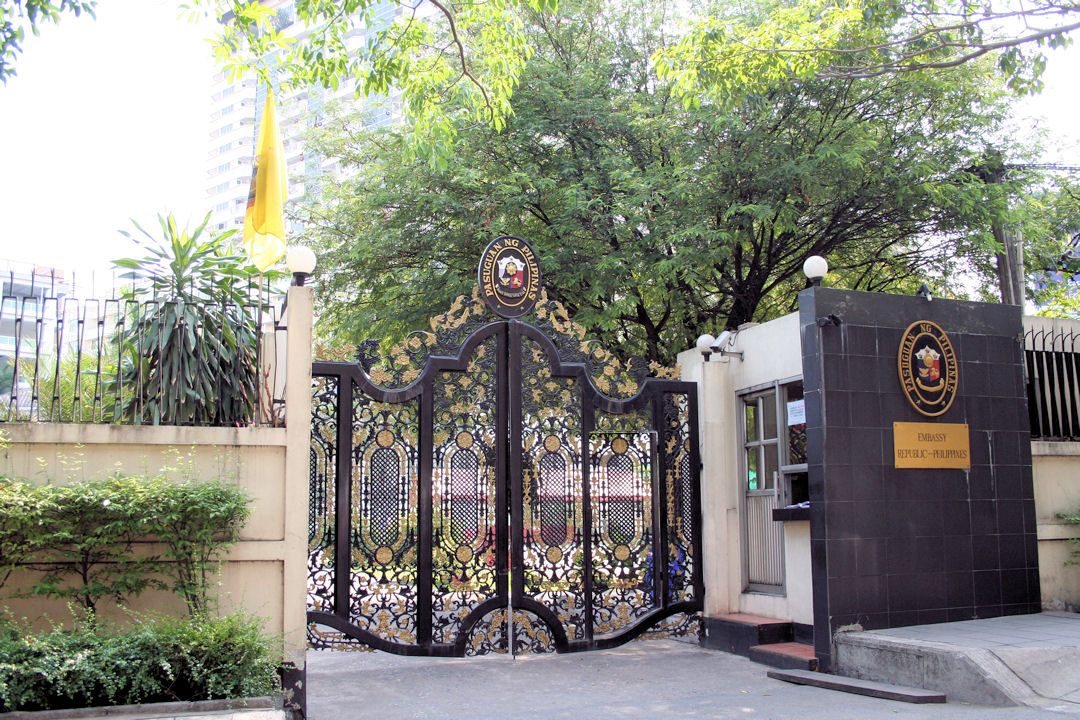
Ambaixada de les Filipines a Bangkok

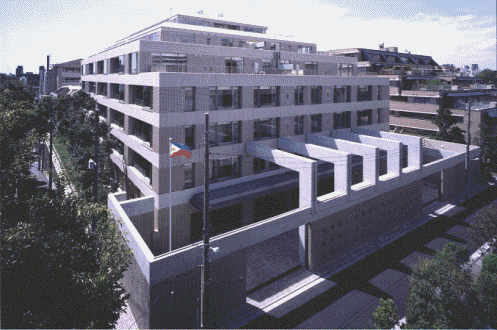
Ambaixada filipina a Tòquio

- Brunei: Bandar Seri Begawan (ambaixada)
- Cambodia: Phnom Penh (ambaixada)
- People's Republic of China: Beijing (ambaixada), Chongqing (consolat general), Guangzhou (consolat general), Hong Kong (consolat general), Macau (consolat general), Shanghai (consolat general), Xiamen (consolat general)
- India: Nova Delhi (ambaixada)
- Indonesia: Jakarta (ambaixada), Manado (consolat general)
- Japan: Tòquio (ambaixada), Osaka (consolat general)
- Republic of Korea: Seül (ambaixada)
- Laos: Vientiane (ambaixada)
- Malaysia: Kuala Lumpur (ambaixada)
- Myanmar: Yangon (ambaixada)
- Pakistan: Islamabad (ambaixada)
- : Singapur (ambaixada)
- Republic of China: Taipei (Oficina economico-cultural), Taichung (Oficina cultural), Kaohsiung (Oficina cultural)
- Thailand: Bangkok (ambaixada)
- Timor-Leste: Dili (ambaixada)
- Vietnam: Hanoi (ambaixada)

### Orient Mitjà
- Bahrain: Al-Manama (ambaixada)
- Iran: Teheran (ambaixada)
- Iraq: Bagdad (ambaixada)
- Israel: Tel-Aviv (ambaixada)
- Jordan: Amman (ambaixada)
- Kuwait: Ciutat de Kuwait (ambaixada)
- Lebanon: Beirut (ambaixada)
- Oman: Masqat (ambaixada)
- Qatar: Doha (ambaixada)
- Saudi Arabia: Al-Riyad (ambaixada), Jiddah (consolat general)
- Syria: Damasc (ambaixada)
- Turkey: Ankara (ambaixada)
- United Arab Emirates: Abu Dhabi (ambaixada), Dubai (consolat general)

## Oceania
- Australia: Canberra (ambaixada), Sydney (consolat general)
- New Zealand: Wellington (ambaixada)
- Palau: Melekeok (ambaixada)
- Papua New Guinea: Port Moresby (ambaixada)

## Organitzacions multilaterals
- Brussel·les (Missió de la Unió Europea)
- Ginebra (Cossos diplomàtics permanents a les Nacions Unides i altres organitzacions internacionals)
- Jakarta (Missió permanent de l'ASEAN)
- Nova York (Missió permanent a les Nacions Unides)
- París (Missió permanent a la Unesco)
- Viena (Missió permanent a l'oficina de les Nacions Unides de Viena, a la de l'Agència Internacional de l'Energia Atòmica, l'Organització de les Nacions Unides per al Desenvolupament Industrial, i la comissió preparatoria de l'organització de la prohibició de les proves nuclears.